# Sărituri în apă la Jocurile Olimpice de vară din 2020 - 3 metri trambulină (masculin)
Proba masculină de sărituri în apă - 3 metri trambulină de la Jocurile Olimpice de vară din 2020 de la Tokyo a avut loc în perioada 2-3 august 2021, la Tokyo Aquatics Centre.

## Formatul competiției
Competiția se va desfășura în 3 etape:
- Etapa preliminară: toți sportivii vor sări de șase ori; primii 18 sportivi se vor califica în semifinală
- Semifinala: cei 18 sportivi vor sări de 6 ori; punctajele din calificări se vor șterge și primii 12 din clasament se vor califica în finală.
- Finala: Cei 12 sportivi vor sări de șase ori. Punctajele din semifinală se vor șterge și primii trei din clasament vor primi medaliile de aur, argint și bronz.

## Program
Orele sunt ora Japoniei (UTC+9) 
| Data                 | Timp  | Etapă      |
| -------------------- | ----- | ---------- |
| Luni, 2 august 2021  | 15:00 | Calificări |
| Marți, 3 august 2021 | 10:00 | Semifinala |
| Marți, 3 august 2021 | 15:00 | Finala     |

## Rezultate
Verde = finaliști
Albastru = semifinaliști
| 1  | Xie Siyi           | China                      | 520,90 | 2  | 543,45                         | 1                              | 91,80                          | 89,10                          | 86,40                          | 94,50                          | 94,35                          | 102,60                         | 558,75                         |                                |
| 2  | Wang Zongyuan      | China                      | 531,30 | 1  | 540,50                         | 2                              | 86,70                          | 84,00                          | 85,80                          | 84,00                          | 91,80                          | 102,60                         | 534,90                         |                                |
| 3  | Jack Laugher       | Marea Britanie             | 445,05 | 6  | 514,75                         | 3                              | 85,00                          | 85,75                          | 81,60                          | 81,00                          | 96,90                          | 87,75                          | 518,00                         |                                |
| 4  | Woo Ha-ram         | Coreea de Sud              | 452,45 | 5  | 403,15                         | 12                             | 76,50                          | 81,60                          | 91,20                          | 82,25                          | 68,40                          | 81,90                          | 481,85                         |                                |
| 5  | Evgeny Kuznetsov   | COR                        | 444,75 | 7  | 453,85                         | 5                              | 74,80                          | 78,20                          | 76,05                          | 43,20                          | 92,75                          | 96,90                          | 461,90                         |                                |
| 6  | Rommel Pacheco     | Mexic                      | 479,25 | 3  | 437,65                         | 6                              | 83,30                          | 63,00                          | 73,10                          | 79,20                          | 33,25                          | 96,90                          | 428,75                         |                                |
| 7  | Martin Wolfram     | Germania                   | 444,50 | 8  | 423,00                         | 9                              | 61,50                          | 77,00                          | 78,75                          | 69,70                          | 68,40                          | 71,40                          | 426,75                         |                                |
| 8  | Anton Down-Jenkins | Noua Zeelandă              | 394,45 | 16 | 424,20                         | 8                              | 67,50                          | 67,50                          | 70,50                          | 74,40                          | 66,00                          | 69,70                          | 415,60                         |                                |
| 9  | James Heatly       | Marea Britanie             | 458,40 | 4  | 454,85                         | 4                              | 58,50                          | 71,40                          | 73,50                          | 57,75                          | 85,50                          | 64,35                          | 411,00                         |                                |
| 10 | Andrew Capobianco  | Statele Unite ale Americii | 385,50 | 17 | 419,60                         | 10                             | 76,50                          | 84,00                          | 42,00                          | 48,60                          | 76,50                          | 74,10                          | 401,70                         |                                |
| 11 | Mohab El-Kordy     | Egipt                      | 422,75 | 12 | 408,85                         | 11                             | 72,00                          | 39,10                          | 76,50                          | 69,30                          | 50,75                          | 85,50                          | 393,15                         |                                |
| 12 | Ken Terauchi       | Japonia                    | 430,20 | 10 | 424,50                         | 7                              | 67,50                          | 63,00                          | 29,70                          | 69,00                          | 56,10                          | 74,40                          | 359,70                         |                                |
| 13 | Jonathan Ruvalcaba | Republica Dominicană       | 383,05 | 18 | 398,65                         | 13(Î)                          | Nu a avansat în faza următoare | Nu a avansat în faza următoare | Nu a avansat în faza următoare | Nu a avansat în faza următoare | Nu a avansat în faza următoare | Nu a avansat în faza următoare | Nu a avansat în faza următoare | Nu a avansat în faza următoare |
| 14 | Osmar Olvera       | Mexic                      | 442,45 | 9  | 384,80                         | 14(Î)                          | Nu a avansat în faza următoare | Nu a avansat în faza următoare | Nu a avansat în faza următoare | Nu a avansat în faza următoare | Nu a avansat în faza următoare | Nu a avansat în faza următoare | Nu a avansat în faza următoare | Nu a avansat în faza următoare |
| 15 | Yona Knight-Wisdom | Jamaica                    | 411,65 | 13 | 362,95                         | 15                             | Nu a avansat în faza următoare | Nu a avansat în faza următoare | Nu a avansat în faza următoare | Nu a avansat în faza următoare | Nu a avansat în faza următoare | Nu a avansat în faza următoare | Nu a avansat în faza următoare | Nu a avansat în faza următoare |
| 16 | Alexis Jandard     | Franța                     | 423,60 | 11 | 357,85                         | 16                             | Nu a avansat în faza următoare | Nu a avansat în faza următoare | Nu a avansat în faza următoare | Nu a avansat în faza următoare | Nu a avansat în faza următoare | Nu a avansat în faza următoare | Nu a avansat în faza următoare | Nu a avansat în faza următoare |
| 17 | Daniel Restrepo    | Columbia                   | 411,50 | 14 | 329,30                         | 17                             | Nu a avansat în faza următoare | Nu a avansat în faza următoare | Nu a avansat în faza următoare | Nu a avansat în faza următoare | Nu a avansat în faza următoare | Nu a avansat în faza următoare | Nu a avansat în faza următoare | Nu a avansat în faza următoare |
| 18 | Sebastián Morales  | Columbia                   | 400,85 | 15 | 324,95                         | 18                             | Nu a avansat în faza următoare | Nu a avansat în faza următoare | Nu a avansat în faza următoare | Nu a avansat în faza următoare | Nu a avansat în faza următoare | Nu a avansat în faza următoare | Nu a avansat în faza următoare | Nu a avansat în faza următoare |
| 19 | Nicolás García     | Spania                     | 382,60 | 19 | Nu a avansat în faza următoare | Nu a avansat în faza următoare | Nu a avansat în faza următoare | Nu a avansat în faza următoare | Nu a avansat în faza următoare | Nu a avansat în faza următoare | Nu a avansat în faza următoare | Nu a avansat în faza următoare | Nu a avansat în faza următoare |                                |
| 20 | Lorenzo Marsaglia  | Italia                     | 369,60 | 20 | Nu a avansat în faza următoare | Nu a avansat în faza următoare | Nu a avansat în faza următoare | Nu a avansat în faza următoare | Nu a avansat în faza următoare | Nu a avansat în faza următoare | Nu a avansat în faza următoare | Nu a avansat în faza următoare | Nu a avansat în faza următoare |                                |
| 21 | Patrick Hausding   | Germania                   | 364,05 | 21 | Nu a avansat în faza următoare | Nu a avansat în faza următoare | Nu a avansat în faza următoare | Nu a avansat în faza următoare | Nu a avansat în faza următoare | Nu a avansat în faza următoare | Nu a avansat în faza următoare | Nu a avansat în faza următoare | Nu a avansat în faza următoare |                                |
| 22 | Oleh Kolodiy       | Ucraina                    | 351,25 | 22 | Nu a avansat în faza următoare | Nu a avansat în faza următoare | Nu a avansat în faza următoare | Nu a avansat în faza următoare | Nu a avansat în faza următoare | Nu a avansat în faza următoare | Nu a avansat în faza următoare | Nu a avansat în faza următoare | Nu a avansat în faza următoare |                                |
| 23 | Tyler Downs        | Statele Unite ale Americii | 348,70 | 23 | Nu a avansat în faza următoare | Nu a avansat în faza următoare | Nu a avansat în faza următoare | Nu a avansat în faza următoare | Nu a avansat în faza următoare | Nu a avansat în faza următoare | Nu a avansat în faza următoare | Nu a avansat în faza următoare | Nu a avansat în faza următoare |                                |
| 24 | Nikita Shleikher   | COR                        | 339,70 | 24 | Nu a avansat în faza următoare | Nu a avansat în faza următoare | Nu a avansat în faza următoare | Nu a avansat în faza următoare | Nu a avansat în faza următoare | Nu a avansat în faza următoare | Nu a avansat în faza următoare | Nu a avansat în faza următoare | Nu a avansat în faza următoare |                                |
| 25 | Oliver Dingley     | Irlanda                    | 335,00 | 25 | Nu a avansat în faza următoare | Nu a avansat în faza următoare | Nu a avansat în faza următoare | Nu a avansat în faza următoare | Nu a avansat în faza următoare | Nu a avansat în faza următoare | Nu a avansat în faza următoare | Nu a avansat în faza următoare | Nu a avansat în faza următoare |                                |
| 26 | Alberto Arévalo    | Spania                     | 322,85 | 26 | Nu a avansat în faza următoare | Nu a avansat în faza următoare | Nu a avansat în faza următoare | Nu a avansat în faza următoare | Nu a avansat în faza următoare | Nu a avansat în faza următoare | Nu a avansat în faza următoare | Nu a avansat în faza următoare | Nu a avansat în faza următoare |                                |
| 27 | Li Shixin          | Australia                  | 320,35 | 27 | Nu a avansat în faza următoare | Nu a avansat în faza următoare | Nu a avansat în faza următoare | Nu a avansat în faza următoare | Nu a avansat în faza următoare | Nu a avansat în faza următoare | Nu a avansat în faza următoare | Nu a avansat în faza următoare | Nu a avansat în faza următoare |                                |
| 28 | Kim Yeong-nam      | Coreea de Sud              | 286,80 | 28 | Nu a avansat în faza următoare | Nu a avansat în faza următoare | Nu a avansat în faza următoare | Nu a avansat în faza următoare | Nu a avansat în faza următoare | Nu a avansat în faza următoare | Nu a avansat în faza următoare | Nu a avansat în faza următoare | Nu a avansat în faza următoare |                                |
| 29 | Cédric Fofana      | Canada                     | 225,35 | 29 | Nu a avansat în faza următoare | Nu a avansat în faza următoare | Nu a avansat în faza următoare | Nu a avansat în faza următoare | Nu a avansat în faza următoare | Nu a avansat în faza următoare | Nu a avansat în faza următoare | Nu a avansat în faza următoare | Nu a avansat în faza următoare |                                |